# Église de la Madeleine de Béziers
Pour les articles homonymes, voir Église de la Madeleine (homonymie).
L'église de la Madeleine de Béziers est une église située à Béziers dans le département français de l'Hérault et la région Occitanie. Elle est classée monument historique depuis 1987.

## Histoire
Elle est mentionnée pour la première fois en 1092. Au XIIe siècle, la nef est refaite. Le clocher est surélevé au XIVe siècle puis flanqué d'une tourelle d'escalier au XVe siècle.
Le 15 octobre 1167, un dimanche, Raimond Ier Trencavel, vicomte de Béziers, y est tué par les habitants de la ville.
Elle fut le théâtre du plus sanglant épisode de l'histoire biterroise, le 22 juillet 1209, lors du siège de Béziers dans le cadre de la croisade contre les Cathares.
En 1999, d’importants travaux ont permis de rendre à l’édifice sa pureté romane, même si les transformations de l’époque gothique se lisent encore dans la pierre.
En 2025, à l’occasion du Jubilé de l’Espérance, l'église a été désignée par Norbert Turini, évêque de Montpellier, comme l’une des dix églises jubilaires du diocèse.

## Architecture
D'origine romane (fin 11e siècle : abside et transept, gros œuvre de la nef, éléments de décor architectural), l'édifice a été plusieurs fois repris et des adjonctions ou modifications en ont transformé l'aspect primitif, notamment intérieur (14e-15e siècle et 17e-18e siècle). Plan basilical à trois nefs de six travées, avec transept et abside pentagonale. Chapelle latérale, porche au sud, sacristie au nord-est. Clocher à quatre niveaux, surmonté d'une flèche octogonale. Tourelle octogonale dans l'angle sud-est du clocher.